# Milivoj Bebić
Milivoj Bebić, född 29 augusti 1959 i Split, är en före detta jugoslavisk vattenpolospelare. Han ingick i Jugoslaviens landslag vid olympiska sommarspelen 1980 och 1984.
Bebić tog OS-silver i den olympiska vattenpoloturneringen i Moskva och OS-guld i den olympiska vattenpoloturneringen i Los Angeles. I Moskva gjorde han sex mål och i Los Angeles sexton mål.